# František Zichy
František hrabě Zichy z Vásonykeő (maďarsky vásonykeői gróf Zichy Ferenc, německy Franz Graf Zichy-Vásonykeő, 17. února 1751, Bratislava – 8. srpna 1812, Rusovce nebo Vídeň) byl uherský šlechtic z hraběcího rodu Zichyů a zakladatel karlsburské rodové linie.

## Život
Narodil se jako nejstarší syn hraběte Štěpána a jeho manželky Marie Cecílie hraběnky ze Stubenbergu.
Již od mládí se připravoval na dráhu státního úředníka. Ve 23 letech v roce 1774 se stal c.k. komorníkem a nastoupil do služby ke královské dvorské kanceláře.
Ve svých 26. letech, v roce 1777, se stal administrátorem Békéseru, v roce 1784 Pešťské župy a roku 1788 nejvyšším županem Zemplínské župy. V to době rovněž získal královský úřad nejvyššího Oberstmundschenken v Uhrách. V roce 1792 se stal nejvyšším županem Veszprémské župy.
Pro Ludoviceum vytvořil nadaci s fondem 12 000 zlatých.

## Manželství a rodina
Jeho první manželkou se v roce 1776 stala Marie Anna, rozená hraběnka Krakovská z Kolovrat, dcera českého šlechtice. Marie Anna však již 9. července 1805 zemřela a František se o tři roky později oženil podruhé. Jeho druhou manželkou se dne 26. října 1808 stala Marie Dominika, rozená hraběnka Lodron-Lateraniová. Z obou manželství měl František potomky: 
z prvního manželství Františka Josefa a Karla a z druhého manželství Dominika, Evžena (1809–1848) a Edmunda.
Jeho druhá žena Marie Dominika manžela přežila a provdala se později za Maxmiliána Grimauda hraběte z Orsay.